# ホンダ・ボーカル
ボーカル (Vocal) は、本田技研工業がかつて製造販売したオートバイである。本項では実質的後継車となるタクト アイビー（Tact Ivy）についても解説を行う。

## 概要
両モデルともバイクブームだった1980年代に販売された低床バックボーンフレームを採用する排気量49㏄（原動機付自転車）のステップスルースクーターであるが、最大の特徴は低コスト・小排気量でも高出力を得やすい特性・シンプルな構造ゆえの軽量な点で当時主流だった2ストロークエンジンに代えて、あえて燃料経済性・耐久性・静粛性の観点から空冷4ストロークSOHC単気筒エンジンを搭載した点にある。
さらに両モデルとも以下の共通点がある。
- 同時期に併売されていた2ストロークエンジンを搭載するタクトと一部コンポーネンツを共用する姉妹車
- 前輪ボトムリンク/後輪ユニットスイングのサスペンション
- 前後ドラムブレーキならびに2.75-10サイズのタイヤホイール
- Vベルト無段変速機・CDI点火装置を搭載

また両モデルとも姉妹車タクトのモデルチェンジに併せて生産終了となっており、1987年以降の本田技研工業が製造する原付クラスのスクーターはすべて2ストロークエンジン搭載車となった。しかし1997年に二輪車エンジン4ストローク化方針を発表。1999年に発売されたAF53型ジョルカブ・AF54型ジョルノクレアにより4ストロークエンジン搭載原付スクーターが復活した。

## ボーカル
1983年6月22日発表、同年7月1日発売。型式名AF04。AB07型タクトと一部コンポーネンツを共有する。
搭載されるAF04E型エンジンは、併売されていたスペイシー50から基本設計を踏襲しており、さらにベースとなった1981年発表のスーパカブC50に投入されたエコノパワー技術も活用。その結果として内径x行程=39.0×41.4（mm）から、最高出力4.0ps/7,000rpm・最大トルク0.43kg-m/6,000rpm・30㎞/h定地走行テスト値130㎞/Lのスペックをマークする。また始動方式はオートチョーク式セルフスターターのみとし、長時間放置時にも自己放電の少ないカルシウムバッテリーを搭載する。
年間販売目標12,000台・標準小売価格129,000円とされたが、翌1984年にコンポーネンツを共有するAB07型タクトがAF09型へモデルチェンジされたことにより生産終了。

## タクト アイビー
1986年4月8日発表、同月9日発売。型式名A-AF13。A-AF09型タクトと一部コンポーネンツを共有する。
ボーカルからの大きな変更点は搭載されるAF13E型エンジンで、低中速トルク強化の観点から内径x行程=35.8×49.5（mm）へのロングストローク化を実施。最高出力4.1ps/7,500rpm・最大トルク0.45kg-m/6,000rpm・30㎞/h定地走行テスト値100.4㎞/Lのスペックをマークする。
その他の変更点は、燃料タンク容量を4.0→3.6Lとしたほか、始動方式をセルフ・キック併用とした。
年間販売目標40,000台・標準小売価格139,000円とされたが、1987年にコンポーネンツを共有するA-AF09型タクトがメットイン機構を装備するA-AF16型へモデルチェンジされたことにより生産終了。